# Billière
Billière (em occitano:  Vilhèra) é uma comuna francesa na região administrativa da Occitânia, no departamento do Alto Garona. Estende-se por uma área de 2.18 km², com 25 habitantes, segundo o censo de 2018, com uma densidade de 11 hab/km².